# Río Orce
El río Orce, también llamado río Galera, es un río del sur de España perteneciente a la cuenca hidrográfica del Guadalquivir, que discurre en su totalidad por el territorio del nordeste de la provincia de Granada. 

## Curso
El río Orce nace en la sierra de María.[cita requerida] Realiza un recorrido en dirección este-oeste a lo largo de unos 24 km atravesando los términos municipales de Orce y Galera hasta su desembocadura en el río Guardal junto a la localidad de Castilléjar. 
Sus afluentes más importantes son el arroyo de la Cañada del Salar y el río Huéscar. Algunos técnicos consideran la Cañada del Salar como la verdadera fuente primaria del río Guadalquivir. 